# Le Masque de cuir (film, 1928)
Pour les articles homonymes, voir Le Masque de cuir et Le Masque.
Pour plus de détails, voir Fiche technique et Distribution.
Le Masque de cuir (Two Lovers) est un film muet américain réalisé par Fred Niblo, sorti en 1928.

## Synopsis
Au XVIe siècle en Flandres, le duc d'Azar favorise le mariage de sa petite-fille Donna Leonora de Vargas avec Mark Van Rycke, fils du bailli de Gand. Cette union pourrait lui permettre de comploter contre l'oncle de la jeune femme, le prince d'Orange. Mais Mark est l'un des partisans de ce dernier et son épouse Leonora le devient aussi...

## Fiche technique
- Titre : Le Masque de cuir
- Titre original : Two Lovers
- Réalisation : Fred Niblo
- Assistant réalisateur : H. Bruce Humberstone
- Scénario : Alice D. G. Miller (en) (adaptation), d'après le roman Leatherface: A Tale of Old Flanders d'Emma Orczy
- Intertitres : John Colton (en)
- Musique (et direction musicale) : Hugo Riesenfeld
- Directeur de la photographie : George Barnes
- Directeur artistique : Carl-Oscar Borg
- Montage : Viola Lawrence
- Producteur : Samuel Goldwyn
- Compagnie de production : Samuel Goldwyn Productions
- Genre : Action, drame, historique et romance
- Film muet (avec musique et effets sonores) en noir et blanc - 98 min
- Dates de sorties :
  -  États-Unis : 23 mars 1928
  -  France : 12 avril 1929

## Distribution
- Ronald Colman : Mark Van Rycke
- Vilma Bánky : Donna Leonora de Vargas
- Noah Beery : le duc d'Azar
- Nigel De Brulier : le prince d'Orange
- Virginia Bradford : Grete
- Helen Jerome Eddy : Inez
- Eugenie Besserer : Mme Van Rycke
- Paul Lukas : Don Ramon de Linea
- Fred Esmelton : le bailli de Gand, Van Rycke
- Harry Allen : Jean
- Marcella Daly : Marda
- Scotty Mattraw : l'aubergiste Dandermonde
- Lydia Yeamans Titus : la femme de l'aubergiste